# Laz (Finisterre)
 Laz  (también así en bretón) es una población y comuna francesa, situada en la región de Bretaña, departamento de Finisterre, en el distrito de Châteaulin y cantón de Châteauneuf-du-Faou.

## Demografía
| 1025 | 996 | 863 | 786 | 706 | 694 |
| Para los censos de 1962 a 1999 la población legal corresponde a la población sin duplicidades (Fuente: INSEE [Consultar]) |     |     |     |     |     |